# Muraltia vulpina
Muraltia vulpina är en jungfrulinsväxtart som beskrevs av Chod.. Muraltia vulpina ingår i släktet Muraltia och familjen jungfrulinsväxter. Inga underarter finns listade i Catalogue of Life.